# Johann Heinrich von Gertzen gen. von Sintzig
Johann Heinrich von Gertzen gen. von Sintzig (* um 1600; † 20. April 1673 in Paderborn) war ein römisch-katholischer Geistlicher und Domherr in Münster, Speyer und Paderborn.

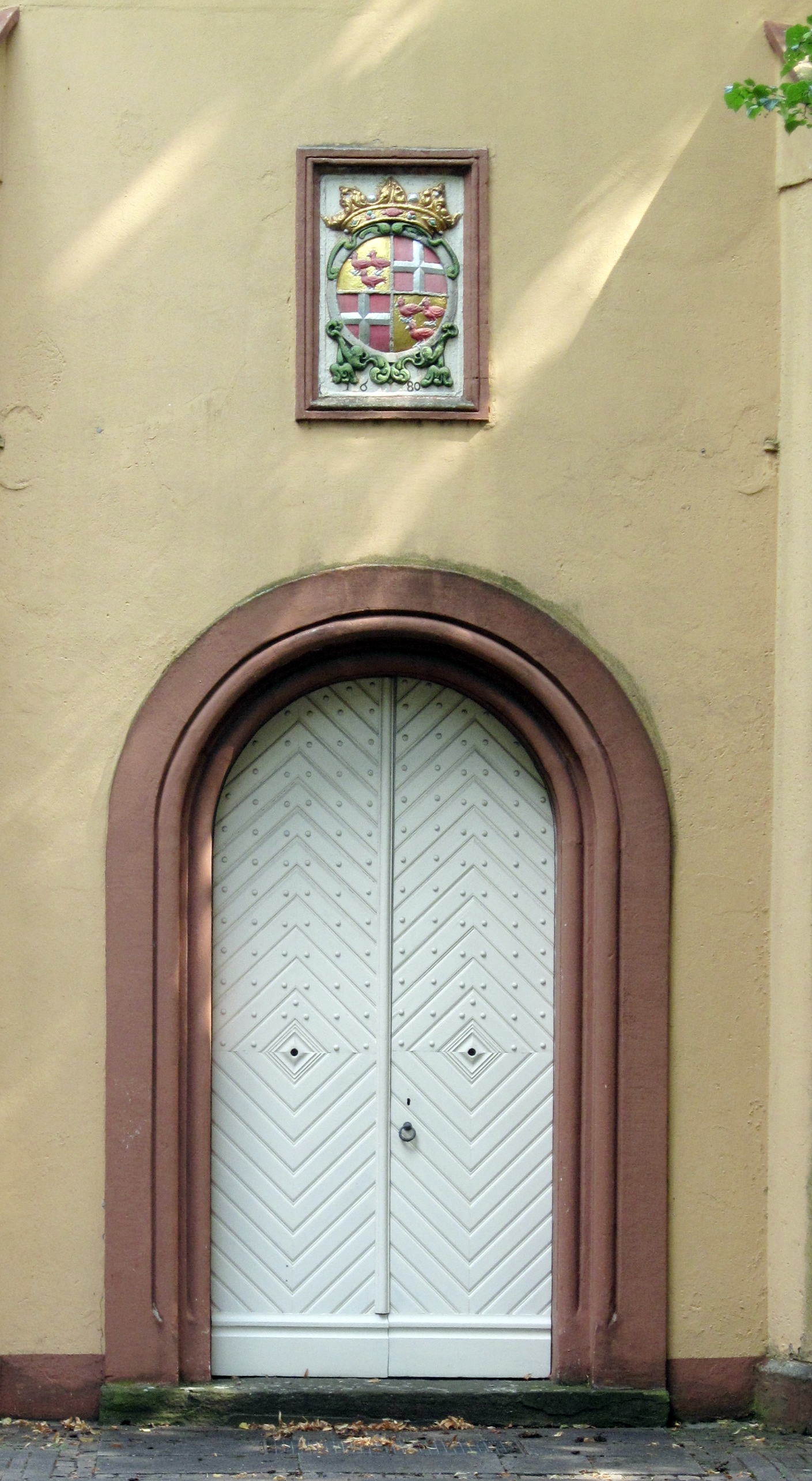
Mitteltür mit Stifterwappen des Johann Heinrich von Gertzen

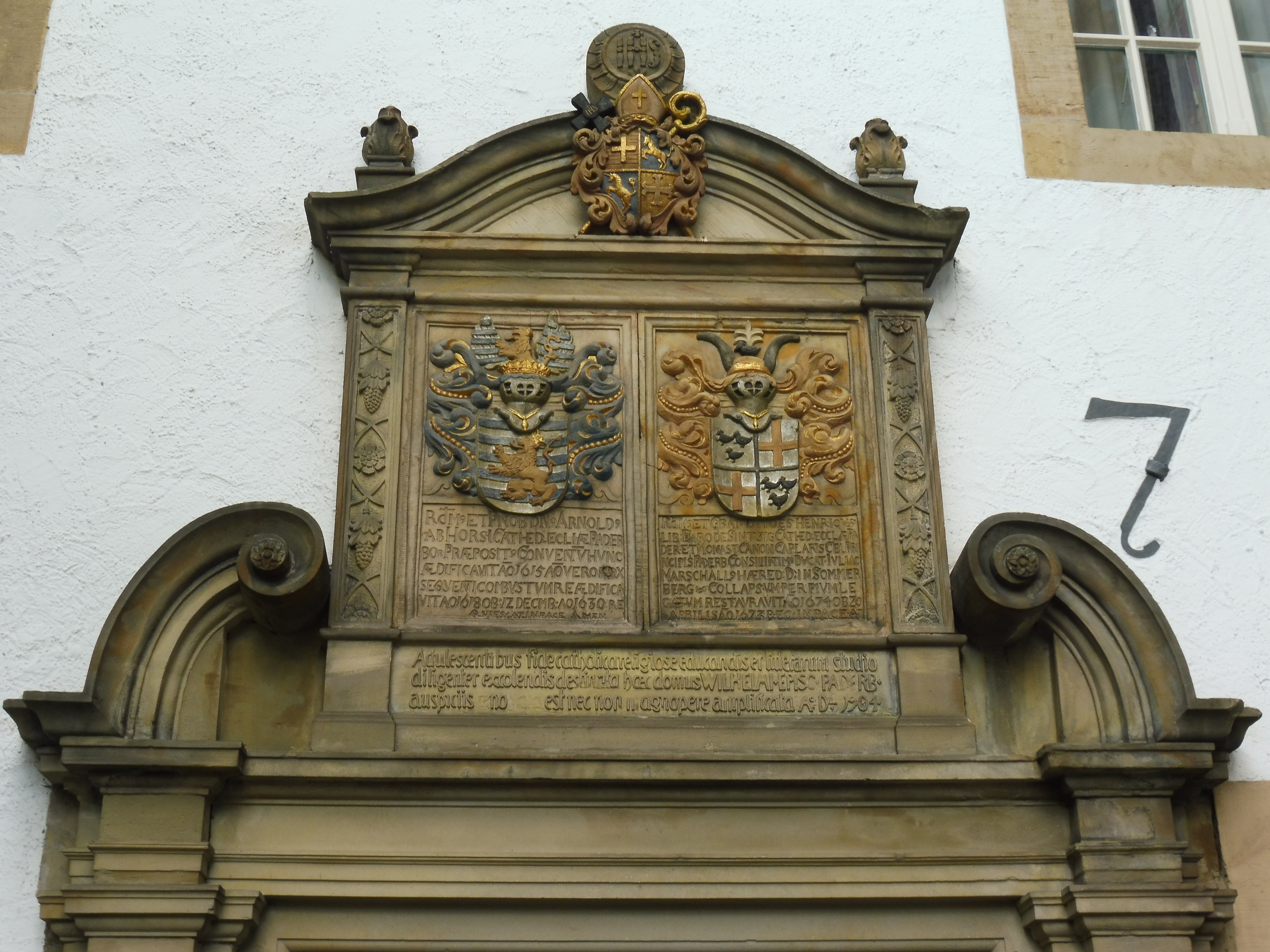
Wappen und Inschrift am Portal des ehemaligen Kapuzinerklosters in Paderborn

## Leben
Johann Heinrich von Gertzen war der Sohn von Johann Bertram von Gertzen und dessen Gemahlin Maria Elisabeth Print von Horchheim gen. von der Broil. Sein Onkel Johann Wilhelm war Dompropst in Paderborn sowie Domherr in Münster und Minden.
Johann Heinrich wurde am 15. März 1638 für die Dompräbende des verstorbenen Domherrn Johann Reinhard von Metternich präsentiert. Er nahm die Pfründe am 14. April des Jahres in Besitz. Die Emanzipation folgte am 15. April 1649 nach Vorlage des Studienzeugnisses der Universität Bourges. Weihbischof Bernhard Frick stellte am 23. Februar 1651 ein Subdiakonzeugnis aus. Johann Heinrich war auch Domherr in Speyer und Paderborn. Am 30. April 1661 kam das Domkapitel seiner Bitte, resignieren zu dürfen, nach. Dieser Wunsch wurde nicht umgesetzt und blieb ohne Folgen. Am 23. Juni 1665 optierte er das Archidiakonat Auf dem Drein nach dem Verzicht des Domherrn Wilhelm von Fürstenberg. Wegen schwerwiegender gesundheitlicher Probleme verzichtete er im November 1672 auf das Archidiakonat und am 28. März 1673 auf die münstersche Präbende und übertrug sie seinem Cousin Heinrich Adolf von Frentz. Die Paderborner Präbende ging an Heinrich von Korff gen. Schmising.

## Sonstiges
Im Jahre 1673 stiftete Johann Heinrich die Summe von 300 Reichsthalern für den Bau der Kapelle auf der Gänsevöhde in Werl. Über der Mitteltür befindet sich das Stifterwappen.
Durch sein Vermächtnis wurde 1674 ein Gebäude des Kapuzinerklosters in Paderborn wiederhergestellt.